# Silvair
Silvair, Inc. [ˈsɪlvɛr] – amerykańska spółka z polskimi korzeniami, tworząca oprogramowanie dla rozwiązań z zakresu Internetu rzeczy (Internet of Things – IoT).

## Historia
Silvair został założony 8 września 2011(dts) pod nazwą Homersoft Sp. z o.o. Celem spółki było dostarczanie rozwiązań z zakresu smart home opierających się na technologiach bezprzewodowych.
W maju 2014 powołano Silvair, Inc (początkowo Seed Labs, Inc), której Silvair Sp. z o.o. jest spółką zależną. W tym samym roku firma dołączyła do Bluetooth Special Interest Group (Bluetooth SIG) i skoncentrowała się na rozwiązaniach opartych na Bluetooth LE. Również w roku 2014 stworzony został system Proxi, pozwalający na bezprzewodowe sterowanie urządzeniami domowymi (oświetlenie, rolety, żaluzje, bramy wjazdowe i garażowe) za pomocą aplikacji mobilnej.
W roku 2013 firma rozpoczęła eksperymenty z technologią Bluetooth, które doprowadziły do opracowania w 2014 prototypu  Silvair Mesh – rozwiązania przesyłania danych w sieciach kratowych z wykorzystaniem Bluetooth LE. W październiku 2014 firma współuczestniczyła w uformowaniu Mesh Study Group a następnie od 2015 Mesh Working Group w ramach Bluetooth SIG.
W roku 2016 Silvair Mesh wraz z systemem oświetlenia Organic Response został wdrożony w siedzibie firmy AGL w Melbourne.
18 lipca 2017 Bluetooth SIG oficjalnie zaprezentował Bluetooth mesh i tego samego dnia Silvair dokonał kwalifikacji swojego oprogramowania Bluetooth mesh stack.

## Produkty
Silvair dostarcza dwa produkty, które składają się na bezprzewodowy system kontroli oświetlenia – Silvair Lighting Firmware i Silvair Platform.
Silvair Lighting Firmware – kwalifikowane oprogramowanie wbudowane służące do sterowania komponentami oświetleniowymi (sensory, zasilacze LED, sterowniki opraw oświetleniowych, włączniki), dostarczanych przez producentów komponentów.
Silvair Platform – zestaw narzędzi do uruchomienia (ang. commissioning) i zarządzania bezprzewodową siecią oświetleniową.

## Silvair na giełdzie

### Debiut giełdowy
26 lipca 2018 roku spółka zadebiutowała na Warszawskiej Giełdzie Papierów Wartościowych, otrzymując symbol SILVAIR-REGS. Jest elementem indeksu WIG-INFO.
Silvair jest pierwszą spółką amerykańską notowaną na polskiej giełdzie, co wymusiło wprowadzenie zmian w regulaminie GPW. Obrót akcjami spółki podlega bowiem ograniczeniom wynikającym z przepisów amerykańskiego prawa papierów wartościowych, właściwym dla akcji w ramach Kategorii 3 Regulacji S wydanej na podstawie amerykańskiej Ustawy o papierach wartościowych z 1933 r., z późn. zm. (ang. Regulation S under the United States Securities Act of 1933). Stąd dodatek „REGS” w symbolu.

### Akcjonariat
Według danych z 31 marca 2024 r. największymi akcjonariuszami spółki są:
- Krzysztof Januszkiewicz – 15,33% akcji;
- Christopher Morawski – 14,96%;
- Rafał Han, CEO – 11,59%;
- Szymon Słupik, CTO – 10,85%;
- Adam Gembala, CFO – 5,81%;

Pozostali posiadają 41,47% akcji.